# 호찌민 지하철
호찌민 지하철(베트남어: Đường sắt đô thị Thành phố Hồ Chí Minh / 塘鐵都市城舖胡志明)은 베트남 호찌민 시에서 운영중인 지하철 망이다. 이 망은 2001년에 심한 교통 혼잡 문제를 해결할 목적으로 종합 대중교통 망 계획의 일부로 호찌민과 이웃하는 성을 포함하여 처음 제안되었다.
현재 대부분의 망이 기획 단계에 있으며 기금이 마련됨에 따라 각기 다른 프로젝트가 진행되고 있다. 연결하는 망 중에 9군에 있는 벤타인 시장과 수오이티엔을 연결하는 1호선은 원래 2017년 말이나 2018년에 완공할 예정이었지만,, 이후 2020년까지 연기되었다. 2호선의 건설은 2010년 8월에 시작되었다.

## 현재 계획
최종 계획인 2013년 4월 8일 결의안 No. 568/QĐ-TTg에 의해 승인되었다. 그 계획에 의하면 호찌민 시 도시 철도 체계는 다음과 같다.
| 노선 | 연장 (km) | 역 | 경로                                                   | 참고                                         |
| ---- | --------- | -- | ------------------------------------------------------ | -------------------------------------------- |
| 1    | 19.7      | 14 | 벤타인-수오이띠엔 놀이공원                             | 건설중 비엔호아나 빈즈엉 성까지 연장 가능    |
| 2    | 48        | ?  | 꾸찌 현 -떠이닌 버스역- 탐르엉 - 벤타인 - 투티엠       | 1단계: 벤타인 - 탐르엉 (11개 역이 건설중)    |
| 3A   | 19.8      | ?  | 벤타인 - 꽁호아 환승역 - 떤끼엔                        | 떤안까지 확장 가능                           |
| 3B   | 12.1      | ?  | 꽁호아 환승역- 티응헤 - 빈프억 환승역                  | 투쩌우못까지 확장 가능, 빈즈엉 지하철과 연결 |
| 4    | 36.2      | ?  | 탄쑤언 - 푸뉴언 환승역 - 벤타인 - 히엡프억             |                                              |
| 4B   | 5.2       | ?  | 쟈딘 공원 (4호선) - 탄손나트 국제공항 - 랑짜카 (5호선) | 1단계: 탄손나트 국제공항 - 랑짜카            |
| 5    | 26        | ?  | 껀지우옥 버스역 - 버이히엔 - 할짜까 - 사이공 교        | 1단계: 바이히엔-사이공 교                    |
| 6    | 5.6       | ?  | 바께오 환승역- 푸럼 환승역                             |                                              |

2013년 계획에서는 트램과 모노레일 노선도 들어가 있다.
| 노선       | 연장 (km) | 역 | 경로                                                                     | 참조                 |
| ---------- | --------- | -- | ------------------------------------------------------------------------ | -------------------- |
| 트램 1     | 12.8      | ?  | 바손 (1호선) - 보반끼엣 - 리치우호앙 - 현재의 서부버스역 (벤쎄미엔 떠이) | 빈꿔이까지 연장 가능 |
| 모노레일 2 | 27.2      | ?  | 50번 국도 - 쑤언트이 (2군) - 빈꿔이                                      |                      |
| 모노레일 3 | 16.5      | ?  | 응우옌 오안과 판반찌 환승- 꽝쭝 소프트웨어 파크 - 떤짜인히엡 철도역      |                      |

## 2007년개정 계획
호치민 지하철 프로젝트는 호치민시 인민위원회의 의장 직속 정부 조직인 도시철도 관리국(MAUR)이 관리한다. 이 조직이 내놓은 2007년 계획에는 적어도 6개의 도시철도가 필요하다. 이 도시 교통 개발 마스터플랜은 2020년까지 총 길이 37km의 모노레일 또는 경전철 노선 3개를 개발하고 총 길이 107km인 지하철 6개를 개발할 계획이다.  이미 버스 교통의 주요 허브인 1군에 있는 벤타인 시장은 여러 노선을 연결하는 주요 허브가 될 것이다.
| 노선 | 연장 (km) | 역 | 경로                                 |
| ---- | --------- | -- | ------------------------------------ |
| 1    | 19.7      | 14 | 벤타인 시장–수오이띠엔 놀이공원, 9군 |
| 2    | 11.3      | 11 | 벤타인 시장–탐르엉, 12군             |
| 3    | 10.4      | ?  | 벤타인 시장–빈떤                     |
| 4    | 16        | ?  | 랑짜까, 떤빈–반타인 공원, 빈타인 군  |
| 5    | 17        | ?  | 투티엠, 2군–껀지으억, 8군            |
| 6    | 6         | ?  | 바께오 떤빈–푸람, 6군                |

### 1호선

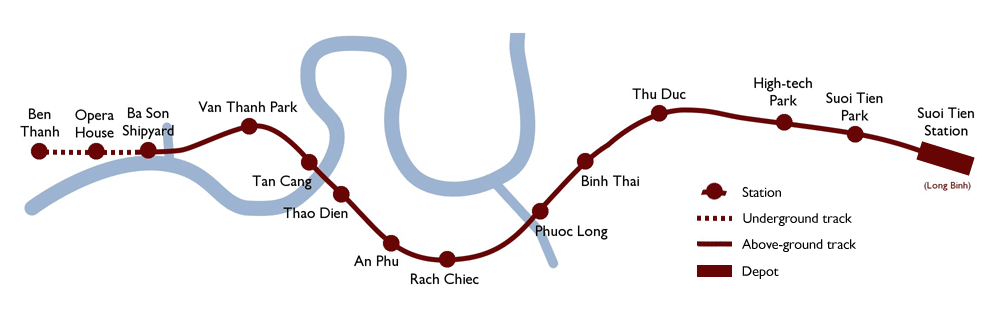
1호선 예상도

2007년 4월 10일, 호찌민 시 정부는 11억 달러의 1호선을 승인했다. 벤타인 시장에서 19.7km를 운행하다가, 지하로 오페라 하우스, 바쏜 조선소 구간 2.6km 달리다가, 사이공강을 건너 지상으로 수오이 띠엔 공원으로 가며 2군을 통과하여, 9군의 롱빈에서 종착역까지 이어진다. 모두 1호선에는 14개의 역이 있으며 그 중 벤타인, 오페라 하우스, 바쏜 3개 역은 지하에 역이 만들어지게 된다.
2800만 달러의 비용이 소요되는 1호선 롱빈 구간 작업은 2008년 2월 21일에 시작되었다. 사이공강 동쪽에서 지상으로 올라가는 부분의 건설은 2012년 8월에 시작되었다.

### 2호선

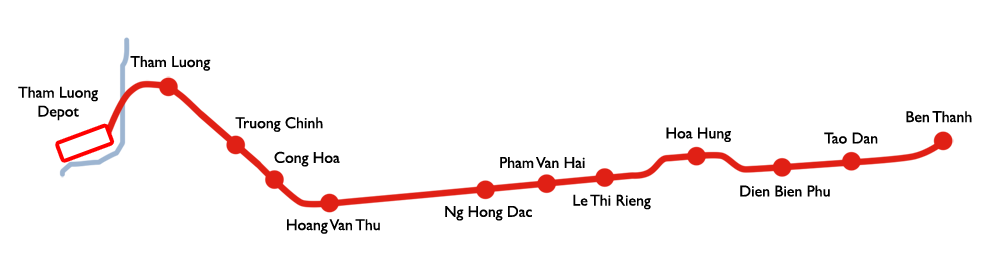
2호선 예상도

미국 달러로 $1.2억이 소요되는 2호선에 대한 계획은 MVA 아시아 사에 의해 2008년 11월에 제안되었고,  2008년 12월에 정부에 의해 승인을 받았다. 2호선은 벤타인 시장과 12군의 탐르옹 사이에 11개의 역을 포함할 것이다. 팜홍타이, 깍망탕탐, 쯔엉찐 거리를 통과하는 노선으로 이어진다. 주요 구간의 총 길이 11.3km 중 9.6km가 지하로 연결된다. 탄손나트 국제공항 근처의 쯔엉찐(떠이닌 버스 정류장), 사이공 역 근처의 호아헝이 주요역으로 포함될 것이다. 벤타인 시장의 동쪽에서 투티엠 신도시로 확장된 2호선은 원래 MVA에 의해 제안되었다. 이 확장은 노선의 전체 길이는 19km가 될 것이다.
이 프로젝트의 예상 비용은 독일재건은행, 아시아개발은행과 유럽투자은행에 의해 지원될 것이다. 2008년 2월 독일 정부는 이 프로젝트에 8,600만 유로를 지원하기로 발표했다. 건설은 공식적으로 2010년 8월에 시작하여, 2020년에 개장을 위해 25 헥타르 넓은 탐 루옹 창고로 시작할 것이다.

### 3호선
지하철 3호선은 동쪽으로 벤타인 시장과 서쪽으로 빈탄 군의 안락과의 사이와 촐롱(차이나타운)으로 알려져 있는 5군, 6군을 사이를 통과한다. 시 인민위원회가 자금 펀딩과 지원을 위해 프랑스 정부와 얘기한 것으로 보고되었지만, 3호선에 대해서는 다른 노선보다 세부 사항이 더 잘 알려져 있지 않다.확정은 되지 않았지만, 2006년 문서를 보면 가능한 3호선의 확장노선을 벤타인 시장의 북쪽에서 투득 군까지 될 수 있음을 시사했다.

### 4호선
스페인 컨설팅 회사인 Ardanuy Ingenieria는 2009년 10월 6일, 4호선 프로젝트에 대한 타당성 조사를 제공하기로 계약을 맺었다. 이 노선은 떤빈 군(탄손나트 국제공항 근처)의 랑짜까 교차로에서 빈타인 군의 반타인 공원까지 16km를 확장된다.

### 5~6호선
2009년 4월 4일, 스페인의 IDOM, Ingeniería, Arquitectura y Consultoría SA는 5호선(2군 투티엠에서 8군 껀지윽까지 20km 구간)과 6호선(떤빈 군의 바께오에서 6군의 푸람까지 6km 구간) 구간에 대해 호찌민 도시 철도와 계약을 체결했다. 연구는 12개월 이내에 완료되어야 한다.

### 기타 노선
중국 상하이 대외 경제 기술 합작 회사(Sfeco)는 고법 군과 4군 사이의 응우옌 오안 – 응우옌 반린 지하철 노선 12km에 대한 예비 타당성 조사를 실시했다. 2006년 문서는 그 노선을 탄손나트 국제공항에 연결하는 보조 회선과 나베 현에 대한 남쪽 확장을 고려한 것으로 나타났다.

## 같이 보기
- 베트남의 교통
- 하노이 지하철